# Kloc (województwo pomorskie)
Kloc (dodatkowa nazwa w j. kaszub. Kloc; niem. Klotz) – mała osada kaszubska w Polsce położona w województwie pomorskim, w powiecie kościerskim, w gminie Dziemiany na obszarze Wdzydzkiego Parku Krajobrazowego nad południowym brzegiem jeziora Słupino. Wieś wchodzi w skład sołectwa Piechowice.
W latach 1975–1998 miejscowość położona była w województwie gdańskim.